# ヒョウドウプロダクツ
株式会社ヒョウドウプロダクツ(HYOD PRODUCTS)は静岡県浜松市に本社を置く、オートバイ用品のメーカーである。

## 概要
株式会社ヒョウドウプロダクツは2004年にアールエスタイチから独立し、皮革製品を中心としたレーシングスーツなどのライディングギアを製造し、HYODのブランドで販売している企業である。レザースーツ等の一部製品フラッグシップ店であるHYOD PLUS 浜松に併設されるレザーファクトリー「オリジンワークス」にて製造している。
製品は、直営店であるHYOD PLUS 浜松、HYOD 東京、HYOD 大阪、HYOD 福岡及びHYOD 仙台のほか、ナップス、ライコランド等にて販売をしている。

## 主なサポートライダー
玉田誠、加賀山就臣、中須賀克行、岡本裕生